# Coldspring Mountain
Coldspring Mountain är ett berg i Kanada.   Det ligger i territoriet Yukon, i den västra delen av landet, 4 200 km väster om huvudstaden Ottawa. Toppen på Coldspring Mountain är 1 383 meter över havet.
Terrängen runt Coldspring Mountain är huvudsakligen lite kuperad. Trakten runt Coldspring Mountain är nära nog obefolkad, med mindre än två invånare per kvadratkilometer.. Det finns inga samhällen i närheten.